# ラヌッチョ2世・ファルネーゼ
ラヌッチョ2世・ファルネーゼ（Ranuccio II Farnese, 1630年9月17日 - 1694年12月11日）は、パルマ及びピアチェンツァ公（在位：1646年 - 1694年）。 

## 生涯
第5代パルマ公オドアルド1世と妃マルゲリータ・デ・メディチの長男として生まれた。父の死後2年間、叔父フランチェスコ・マリーア・ファルネーゼと母の2人が摂政を務めた。
オドアルドの治世の間、パルマはカストロ戦争に巻き込まれ、ウルバヌス8世の属するバルベリーニ家が得ようとしたローマ北部の教皇領を獲得した。
1649年、ウルバヌスの後継インノケンティウス10世は、ラヌッチョ2世をクリストフォロ・ジアルダ枢機卿殺害犯として告発した。その報復に、教皇軍はファルネーゼ家の都市を2か月にわたって包囲し、破壊し尽くした。8月にパルマ軍はボローニャから遠くない地点で鎮圧した。彼は金で買い戻そうとしたが、教皇領はパルマに残らなかった。
ラヌッチョ2世の治世の晩年にパルマは、サヴォイア公ヴィットーリオ・アメデーオ2世と結んでフランスと戦っていた神聖ローマ皇帝（ハプスブルク帝国）軍の過酷な駐留に苦しめられた。

## 家族
1660年、マルゲリータ・ヴィオランテ・ディ・サヴォイア（サヴォイア公ヴィットーリオ・アメデーオ1世の娘）と結婚した。マルゲリータは1663年に第2子を出産後に産褥死し、子供2人はともに夭折した。
1664年、イザベッラ・デステ（モデナ公フランチェスコ1世・デステの娘）と結婚、3子をもうけた。
- マルゲリータ・マリーア（1664年 - 1718年） - フランチェスコ2世・デステ妃
- テレーザ（1665年 - 1702年） - メルテン公グスタフ2世妃
- オドアルド2世（1666年 - 1693年） - 公世子。父親より先に死去。エリザベッタ・ファルネーゼの父。

1668年、マリーア・デステ（先妻イザベッラの妹）と結婚。7子が生まれ、2人が成人した。
- フランチェスコ（1678年 - 1727年）
- アントニオ（1679年 - 1731年）